# Organisationspsychologie
Die Organisationspsychologie ist ein Nachbargebiet der Wirtschaftspsychologie, das sich mit der Wechselwirkung von Individuen und Organisationen befasst. Dazu gehören Beschreibung und Veränderung von Erleben, Verhalten und Einstellungen von Menschen in Organisationen sowie von Bedingungen, die diese Zustände und Veränderungen beeinflussen. Im Gegensatz zur Organisationssoziologie beschäftigt sich die Psychologie in diesem Kontext primär mit Strukturen und Prozessen auf Individualebene. Die Betriebspsychologie stellt einen anwendungsorientierten Nachbarbereich der Organisationspsychologie dar, der sich bei den Analysen auf ein ökonomisches Umfeld beschränkt. 
Die Analyse bezieht sich auf Menschen sowohl in profitorientierten Unternehmen (Industrie, Handwerk) als auch in Non-profit-Organisationen (Krankenhäuser, Hochschulen usw.).

## Themenbereiche
Inhaltlich werden in der Organisationspsychologie u. a. folgende Themenbereiche behandelt:
- Organisationswahl durch das Individuum
- Personalauswahl
- Kommunikation in Organisationen
- Lernen in Organisationen
- Sensemaking
- Aspekte der Arbeitsanalyse, Personalentwicklung, Coaching
- Gruppen und Gruppenarbeit
- Konflikte und Konfliktmanagement
- Arbeitsmotivation, Arbeitszufriedenheit
- Anwesenheitsmotivation
- Zeitmanagement
- Mobbing, Innere Kündigung
- Arbeitsschutz: Stress, Burnout-Syndrom, psychische Belastung, Arbeitszeit
- Führungspsychologie
- Interkulturelles Management, Diversität, Gleichbehandlung
- Organisationsklima, Organisationskultur
- Fehlzeiten, Fluktuation

## Arbeits-, Betriebs- und Organisationspsychologie (ABO)
Wegen enger sachlogischer Zusammenhänge mit zwei angrenzenden Bereichen wird die Organisationspsychologie in Deutschland im Rahmen der sogenannten ABO (Arbeits-, Betriebs- und Organisationspsychologie) gelehrt. Die Arbeitspsychologie umfasst jedoch vor allem die Analyse, Bewertung und Gestaltung menschlicher Arbeitstätigkeiten sowie die Interaktion von Mensch und Maschine (Ingenieurpsychologie), Letzteres beispielsweise mit der Analyse psychologischer Bedingungen für sicheres Arbeiten. Des Weiteren sind die Leistungsmöglichkeiten der Organisationspsychologie auch im Zusammenhang mit dem pragmatisch orientierten fachlichen Inventar der Betriebspsychologie zu diskutieren, die ihrerseits der über den wirtschaftlichen Kontext hinausreichenden Organisationspsychologie systematisch untergeordnet ist.

## Forschungsmethoden der Arbeits- und Organisationspsychologie
Die Arbeits- und Organisationspsychologie (AO-Psychologie) nutzt verschiedene Methoden der empirischen Wissenschaft, darunter Labor-, Feld- und Aktionsforschung. In der AO-Psychologie gibt es im Wesentlichen keine Unterschiede zu empirischen Untersuchungen. Häufig gibt es jedoch geringe Differenzen in wichtigen Details der Vorgehensweise. 
Ein Unterschied gegenüber Grundlagendisziplinen zeigt sich daran, dass in der AO-Psychologie Anlass und Ziel der Untersuchung nicht dem eigenen Interesse entsprechen, sondern von außen vorgegeben werden. Wie auch in der empirischen Forschung geht es darum, eine konkrete Forschungsfrage zu formulieren, um anschließend eine überprüfbar formulierte Hypothese aufzustellen. Der weitere Forschungsprozess läuft nach den Gesetzmäßigkeiten der empirischen Forschung ab. Metaanalysen stellen in der Arbeits- und Organisationspsychologie einen der wichtigsten Bestandteile des Forschungsprozesses dar. 

## Unterfelder der Arbeits- und Organisationspsychologie
Zur Arbeits- und Organisationspsychologie gehören mehrere Unterfelder: 

### Personalpsychologie
Die Personalpsychologie beschäftigt sich mit den Prinzipien der Auswahl und der Beurteilung von Arbeitern. Hierzu bedient sie sich unterschiedlichen psychologischen Methoden. Personalpsychologen haben die Aufgabe, passende Bewerber zu erkennen, sie einzuladen und anzustellen. Sie ordnen also Menschen bestimmte Jobs zu, können Fähigkeiten für den Job identifizieren und entscheiden über Auswahlmethoden. Außerdem gehört es zu ihren Aufgaben, neue Angestellte in den jeweiligen Job einzuführen und sie zu trainieren. Personalpsychologen entwickeln hierzu neue Trainingsprogramme und evaluieren diese. Im Personalbereich arbeiten Psychologen häufig mit Juristen und Betriebswirten zusammen. Zu den drei Kernbereichen der Personalpsychologie zählen Personalauswahl, Personalbeurteilung und Personalentwicklung.

### Ingenieurpsychologie / Human-Factors-Psychologie
Die Ingenieurpsychologie und Human-Factors-Psychologie untersuchen, wie Maschinen und Mitarbeiterumfelder entworfen werden müssen, um sich den menschlichen Fähigkeiten optimal anzupassen.

### Organisationspsychologie
Die Organisationspsychologie im engeren Sinne beschäftigt sich intensiv mit den Wechselwirkungen zwischen dem spezifischen Arbeitsumfeld, den unterschiedlichen Führungsstilen und den zentralen Faktoren, die die Motivation, Zufriedenheit und Produktivität der Mitarbeitenden beeinflussen. Diese Disziplin untersucht, wie verschiedene Aspekte der Organisation, wie beispielsweise die Gestaltung von Arbeitsplätzen, die Unternehmenskultur und die Kommunikationsstrukturen, die Erfahrungen und Leistungen der Mitarbeitenden prägen.
Ein Organisationspsychologe hat das Ziel, die Arbeitszufriedenheit und Produktivität der Mitarbeitenden zu maximieren. Dies geschieht durch eine gezielte Analyse der bestehenden Arbeitsbedingungen und der Führungsansätze. Der Psychologe identifiziert Bereiche, in denen Veränderungen notwendig sind, um die Motivation der Mitarbeitenden zu steigern. Dazu gehört beispielsweise die Anpassung von Arbeitsaufgaben, um sie interessanter und herausfordernder zu gestalten, sowie die Implementierung von flexiblen Arbeitsmodellen, die den individuellen Bedürfnissen der Mitarbeitenden Rechnung tragen.
Darüber hinaus spielt die Kontrolle und das Feedback eine entscheidende Rolle. Ein effektives System zur Leistungsbewertung und regelmäßige Rückmeldungen können dazu beitragen, dass Mitarbeitende sich wertgeschätzt fühlen und ihre Leistungen kontinuierlich verbessern. Der Organisationspsychologe entwickelt Strategien, um diese Elemente so zu gestalten, dass sie die Mitarbeitenden unterstützen und fördern.
Insgesamt zielt die Arbeit eines Organisationspsychologen darauf ab, ein Arbeitsumfeld zu schaffen, das nicht nur die Effizienz und Produktivität steigert, sondern auch das Wohlbefinden und die Zufriedenheit der Mitarbeitenden in den Mittelpunkt stellt. Durch diese integrative Herangehensweise wird eine positive Unternehmenskultur gefördert, die langfristig zu einer höheren Mitarbeiterbindung und einem besseren Unternehmenserfolg führt.

## Geschichte der Arbeits- und Organisationspsychologie
Schon lange vor der Entwicklung des Fachs gab es theoretische und praktische Ansätze zur Lösung der Probleme der Organisationspsychologie, da diese schon immer sehr bedeutsam für die Menschheit waren. Die geschichtliche Entwicklung der AO-Psychologie und ihr Teilgebiet als eigenständige Teildisziplin der Psychologie bezieht sich im Wesentlichen auf die letzten 100 Jahre. In Nordamerika wird der Beginn der wissenschaftlichen Organisationspsychologie oft auf das Jahr 1901 angesetzt, indem Walter Dill Scott einen Vortrag in Chicago hielt, indem es um die Anwendung der Psychologie auf die Werbung ging. Allerdings wird in der Wissenschaft an dieser Datierung gezweifelt, da es vereinzelt noch ältere Beispiele gibt. 
Begründer der eigentlichen Organisationspsychologie ist der Soziologe Max Weber. Er lieferte eine Begründung für die Vorstellung einer Organisation als reibungslos funktionierende Maschine. Neben frühen physiologischen Untersuchungen zur Arbeitspsychologie liegen die Ursprünge wissenschaftlich fundierter AO-Psychologie inhaltlich insbesondere in der Berufseignungsdiagnostik.
Das Ehepaar Lillian Evelyn Gilbreth und ihr Ehemann Frank Bunker Gilbreth waren mit ihren sogenannten Time and Motion Studies Pioniere auf dem Gebiet des Arbeitsstudiums: Sie zeichneten die Bewegungen von Arbeitern bei ihrer Tätigkeit auf Film auf und analysierten die Filme Frame für Frame und Körperteil für Körperteil, mit dem Ziel, unnötigen Kraft- und Zeitaufwand zu eliminieren.
In den 1920er Jahren untersuchte Kurt Lewin arbeitspsychologische Fragestellungen. Er beschäftigte sich intensiv mit der Entwicklung von Selbstverständnis, mit Vorgehensweisen bei der Organisationsentwicklung und mit Erziehungs- bzw. Führungsstilen. Erst nach dem Zweiten Weltkrieg entstand die Arbeits- und Organisationspsychologie in ihrer heutigen Form.